# خانه محمد کاظم بناریان
خانه محمد کاظم بناریان مربوط به دوره قاجار است و در بوشهر، خیابان انقلاب، کوچه روبروی بانک مسکن واقع شده و این اثر در تاریخ ۲ آبان ۱۳۸۲ با شمارهٔ ثبت ۱۰۴۹۱ به‌عنوان یکی از آثار ملی ایران به ثبت رسیده است.